# Akra
Akra (ang. Accra) – stolica, największe miasto i główny port Ghany, siedziba dystryktu stołecznego, położona nad Zatoką Gwinejską. Największy ośrodek gospodarczy i naukowo-kulturalny kraju. Przemysł głównie spożywczy, drzewny i meblarski.
Razem z miastem Tema i innymi okolicznymi miastami w okolicy, tworzy obszar metropolitalny Wielkiej Akry, który według spisu w 2021 roku obejmuje 5,4 mln mieszkańców. 
W Akrze znajduje się międzynarodowy port lotniczy i uniwersytet.

## Położenie
Miasto znajduje się częściowo na klifie wysokim na 8–12 metrów oraz na równinach Akry.

## Historia
W 1482 roku Portugalczycy osiedlili się na terenie dzisiejszej części miasta (od strony morza). Na terenie równiny Akra znajdowało się kilka wiosek plemienia Ga rządzonego przez kacyków z osady Ayaso. W XIX wieku miasto powstało przez połączenie trzech następujących fortów handlowych: James Town (brytyjskiego), Ussher (holenderskiego) i Christiansborg (duńskiego).
W 1877 roku Akra została stolicą zależnego Złotego Wybrzeża (pod kontrolą Wielkiej Brytanii). Od 1957 roku jest stolicą niepodległej Ghany.

## Zabytki i turystyka
- zabytkowe forty z XVII wieku
- Christianborg – obecnie siedziba prezydenta

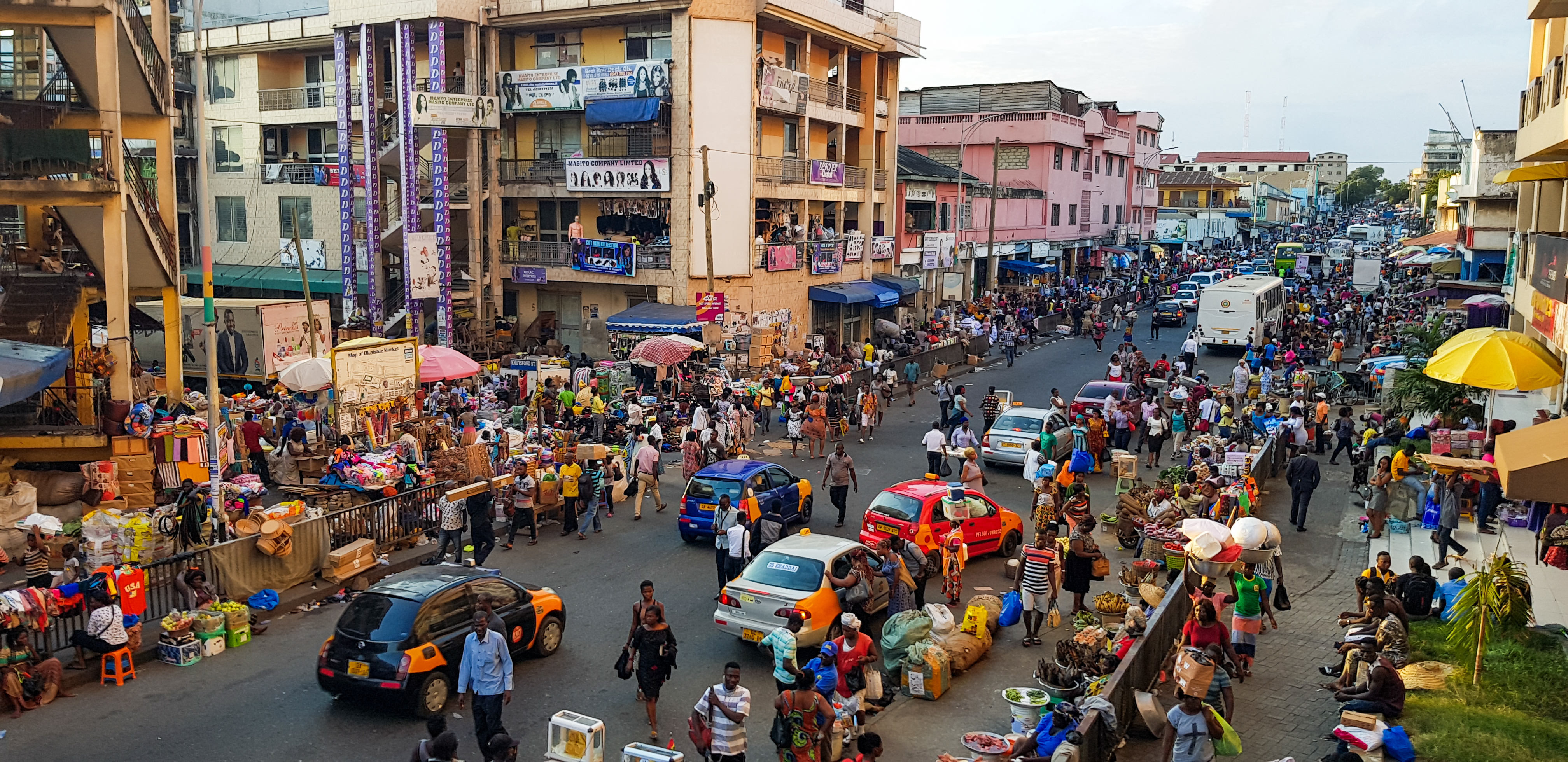
Centrum w 2019
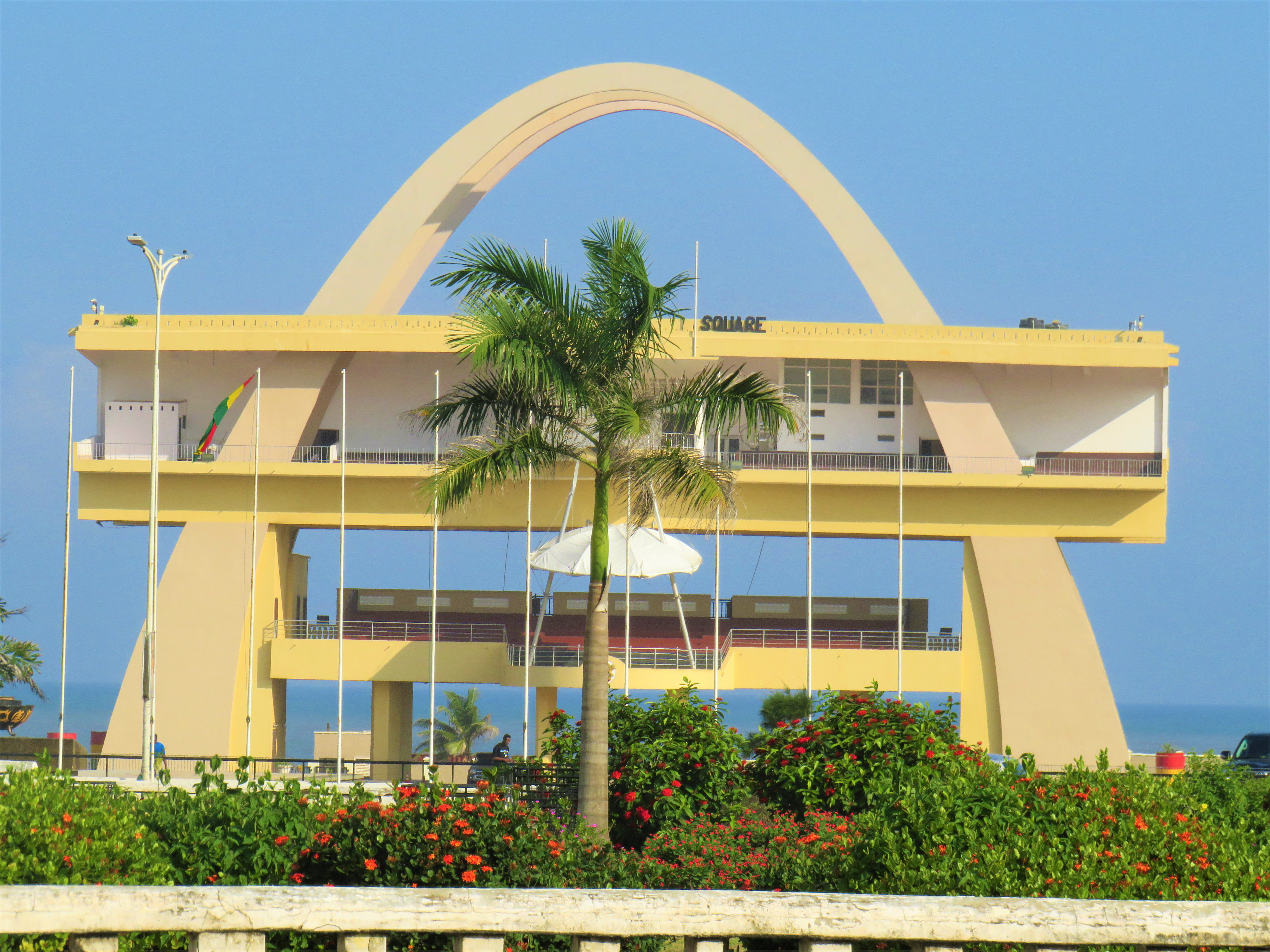
Łuk Niepodległości na Placu Niepodległości
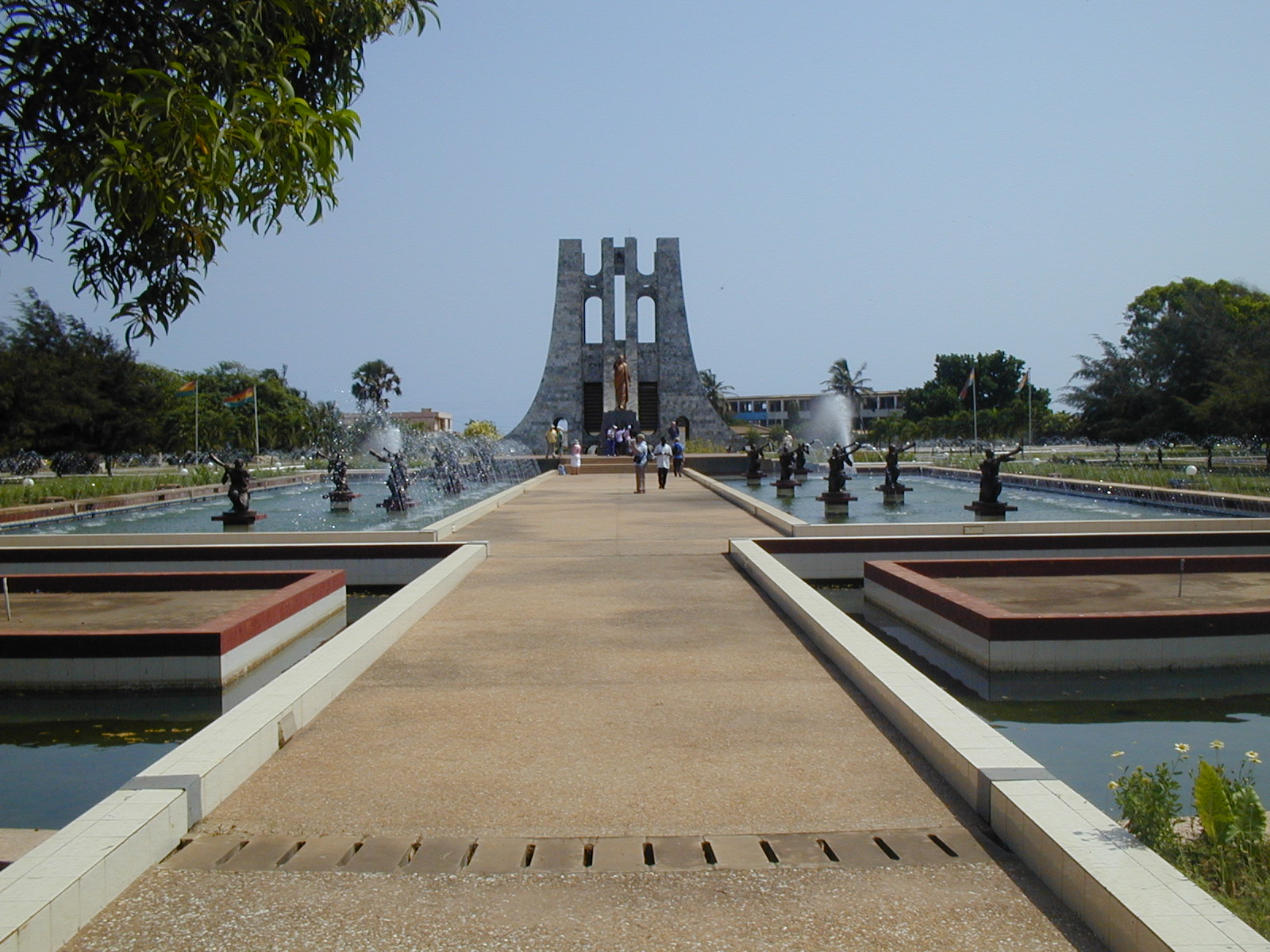
Mauzoleum Kwame Nkrumah
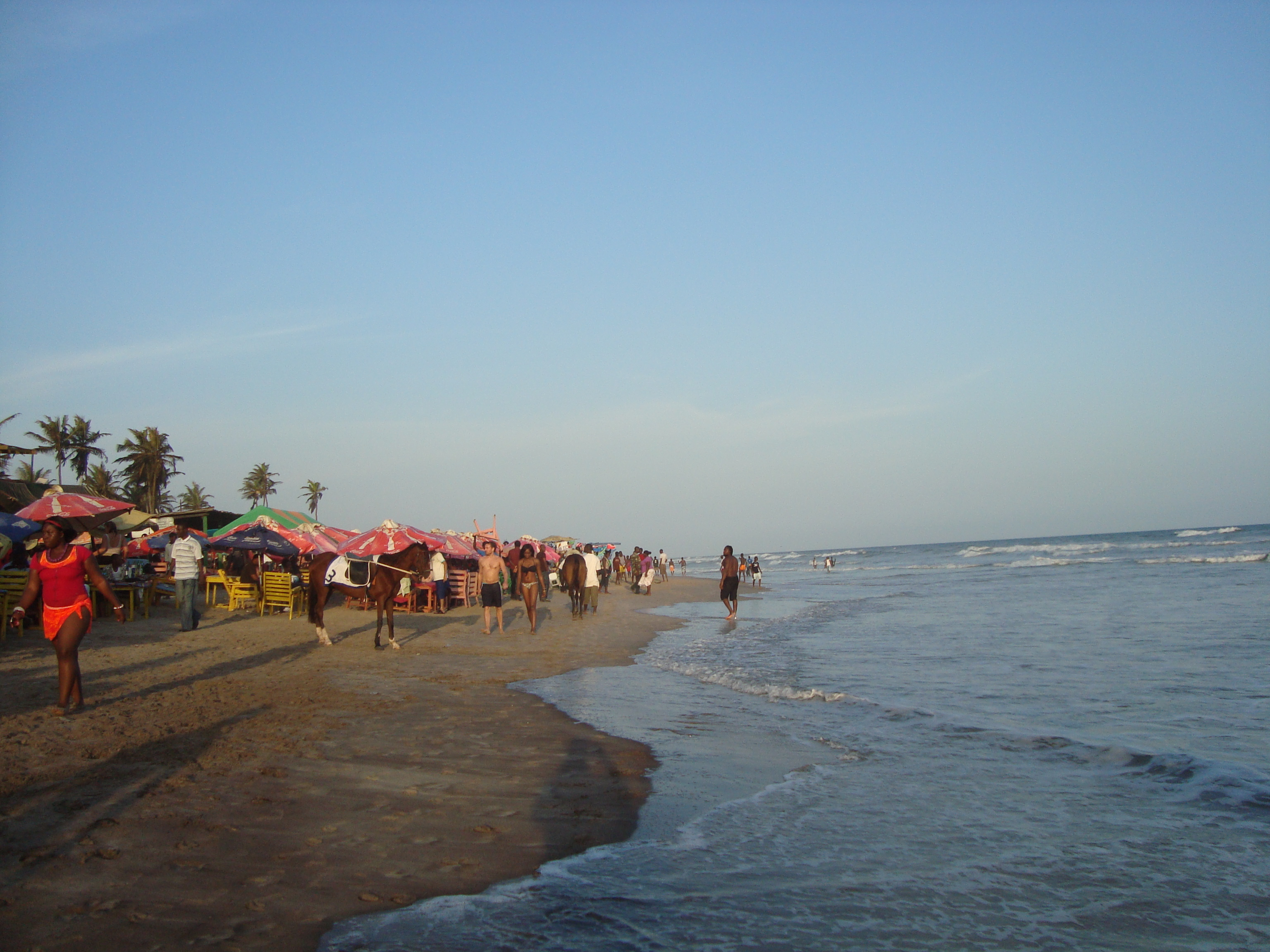
Plaża Labadi
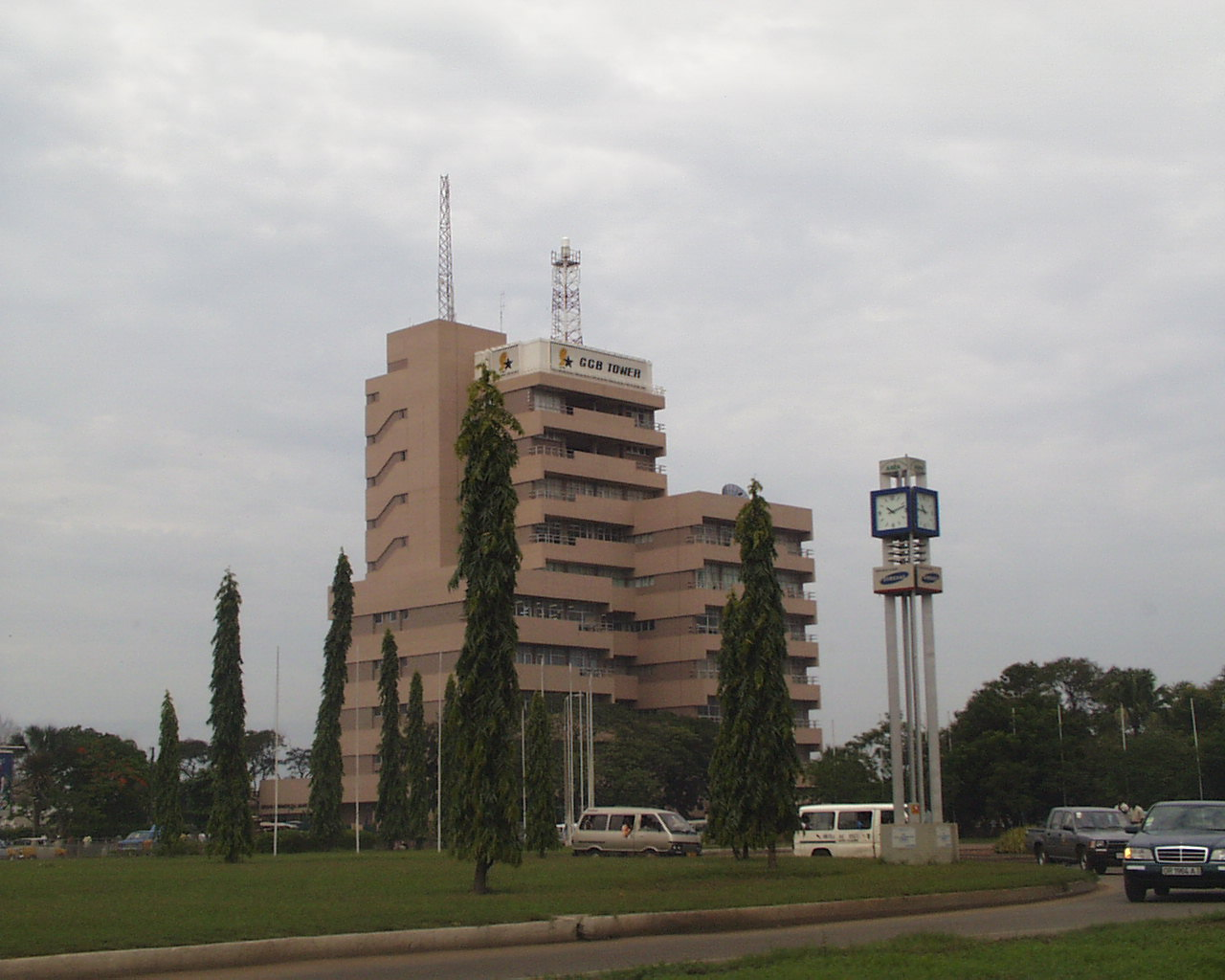
Ghana Commercial Bank
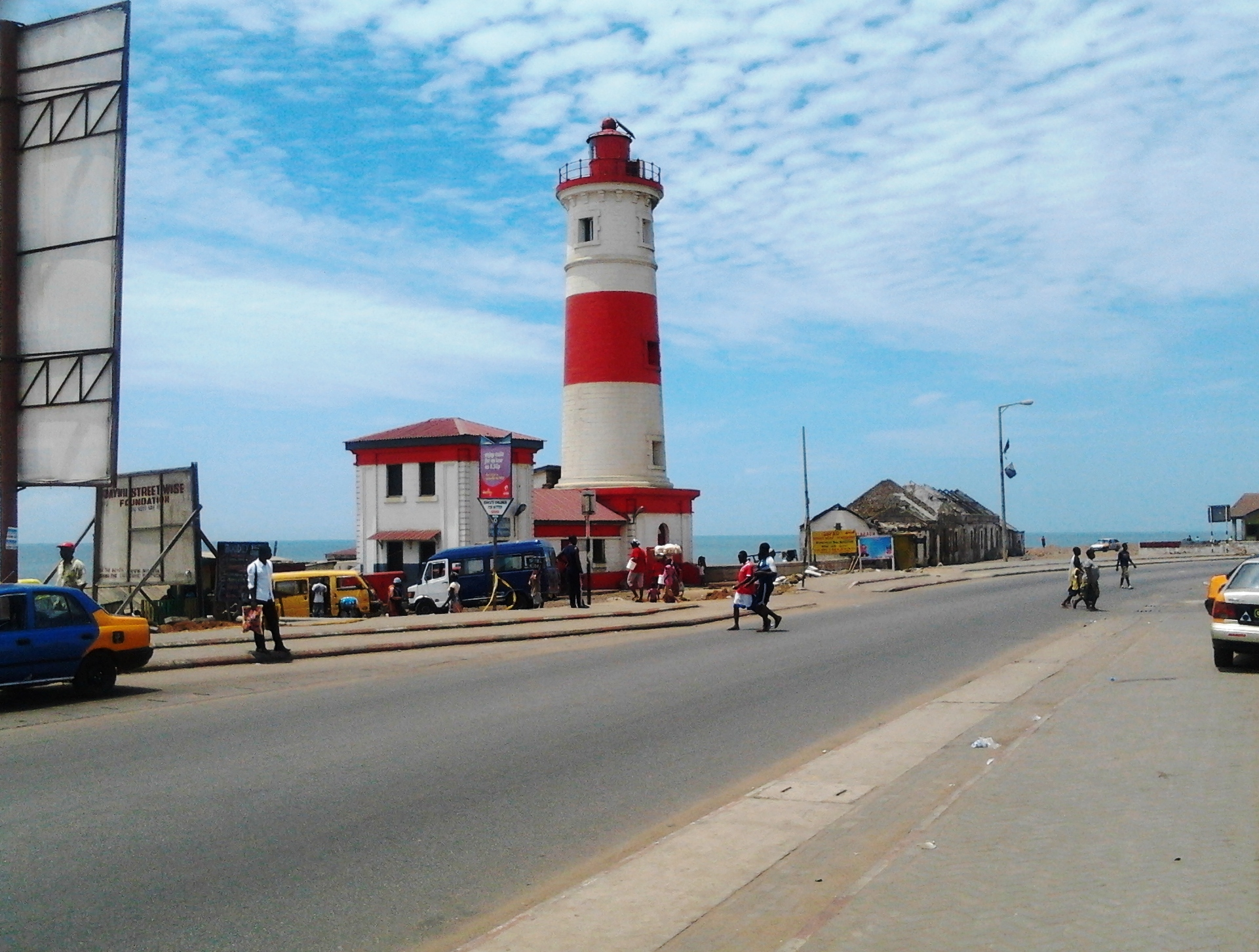
Latarnia morska
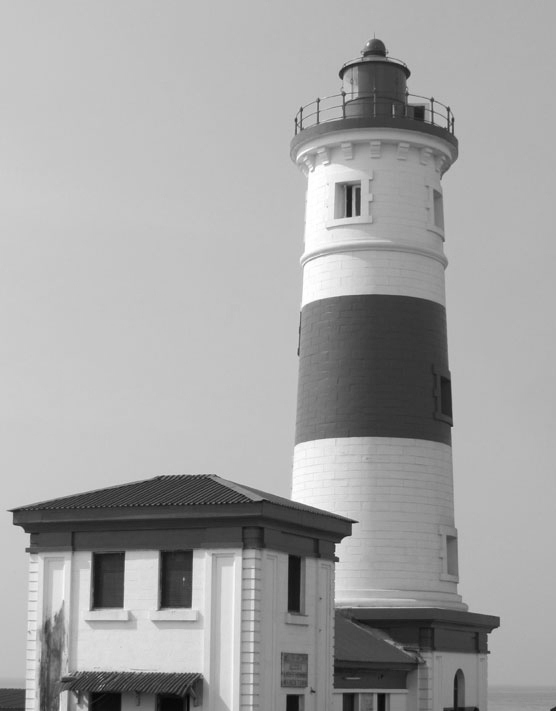
Stare zdjęcie latarni
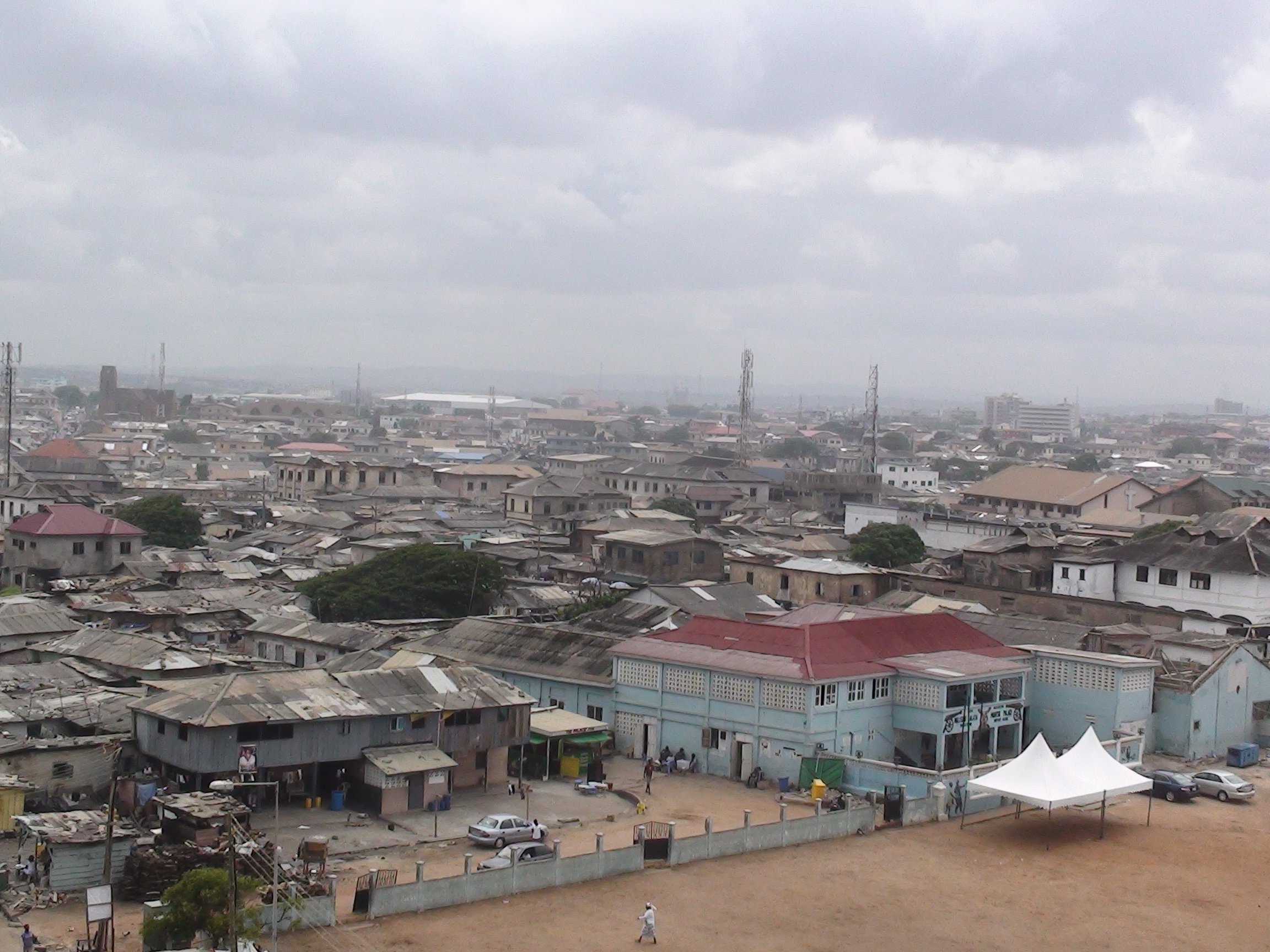
Stara dzielnica Jamestown

## Miasta partnerskie
- Johannesburg, Południowa Afryka[3]
- Sterling, Connecticut, USA[3]
- Waszyngton, USA[3]
- Columbia, Karolina Południowa, USA[3]
- Columbus, Ohio, USA[4]
- Chattanooga, Tennessee, USA[5]